# U.S. Route 378
La U.S. Route 378 (US 378) est une US Route auxiliaire de la US 78 en Géorgie et en Caroline du Sud. La route parcourt 234,30 miles (377,07 km) depuis la US 78 et la SR 17 à Washington, Géorgie, jusqu'à la US 501 à Conway, Caroline du Sud, à l'est.

## Description du tracé
|       | mi     | km     |
| ----- | ------ | ------ |
| GA    | 23,41  | 37,67  |
| SC    | 210,89 | 339,39 |
| Total | 234,30 | 377,07 |

### Géorgie
La US 378 débute à l'intersection avec la US 78 et la SR 17 à Washington. Elle se dirige vers le nord-est et passe par Lincolnton avant d'atteindre le fleuve Savannah, marquant la frontière de la Caroline du Sud.

### Caroline du Sud
La US 378 entre en Caroline du Sud au sud-ouest de McCormick. Elle passe par la localité où elle forme un court multiplex avec la US 221 avant de poursuivre vers l'est. Elle atteint ensuite Saluda et Lexington avant d'entrer dans les limites de Columbia. Elle traverse le centre-ville de West Columbia ainsi que celui de Columbia avant de se diriger vers le sud-est. À Hazelwood Acres, elle reprend un alignement vers l'est et quitte progressivement la région de la capitale de l'état. Elle atteint ensuite Sumter, Turbeville, Lake City et Conway, où elle prend fin à l'intersection avec la US 501. La route se poursuit comme Wright Boulevard.

## Intersections majeures
Géorgie
 US 78 / SR 17 à Washington
Caroline du Sud
 US 221 à McCormick. Les routes forment un multiplex dans la ville.
 US 25 à mi-chemin entre McCormick et Saluda
 US 178 à Saluda
 US 1 à Lexington. Les routes forment un multiplex dans la ville.
 I-20 près de West Columbia
 I-26 à West Columbia
 US 1 à West Columbia. Les routes forment un multiplex jusqu'à Columbia.
 US 21 / US 176 / US 321 à Columbia
 US 76 à Columbia. Les routes forment un multiplex jusqu'à East Sumter.
 I-77 à Columbia
 US 601 près d'Eastover
 US 521 à Sumter
 US 15 à Sumter
 US 401 à Sumter
 I-95 près de Turbeville
 US 301 à Turbeville. Les routes forment un multiplex dans la ville.
 US 52 près de Lake City
 US 501 à Conway